# Emergència (pel·lícula)
Emergència (títol original: City on Fire) és una pel·lícula de Hong Kong dirigida per Ringo Lam, estrenada el 1987. Ha estat doblada al català.

## Argument
De resultes d'un assassinat en ple barri popular de Hong Kong, l'inspector Lau encarrega un dels seus millors polícies d'infiltrar-se en una banda de perillosos malfactors. Ko Chow es converteix així en un "talp", sospitós pels atracadors i perseguit per la polícia que ignora tot de la seva verdadera identitat. Després d'un atracament particularment sagnant, Chow fa d'amistat amb el cap de la banda, l'implacable però lleial Lee Fu.

## Repartiment
- Chow Yun-fat: Ko Chow
- Danny Lee: Fu
- Sun Yuet: inspector Lau
- Carrie Ng: Huong
- Roy Cheung: inspector John Chan
- Maria Cordero: la cantant
- Victor Hon: Bill
- Tom Konkle: Fu (veu)
- Lau Kong: l'inspector Chow
- Elvis Tsui: Chan Kam-Wah
- Tommy Wong: Kwong
- Wong Pak-man: Ah Man

## Influència
Aquesta pel·lícula - per la seva trama i algunes escenes fortes (com el cul-de-sac mexicà al final de la pel·lícula) - ha inspirat molt fortament la pel·lícula Reservoir Dogs (1992). El seu autor Quentin Tarantino, ha reconegut a més que City on Fire  era una de les seves pel·lícules favorites.

## Premis
Premi al millor director i millor actor (Chow Yun-fat), així com nominacions al Premi a la millor pel·lícula, millor guió, millor actor (Danny Lee), millor actriu secundària (Carrie Ng), millor direcció artística (Lok Chi-fung), millor muntatge, millor música i millor cançó (Maria Cordero, per Yiu Jaang Chui Faai Lok), als Hong Kong Film Awards el 1988.